# Januarereignisse in Litauen 1991

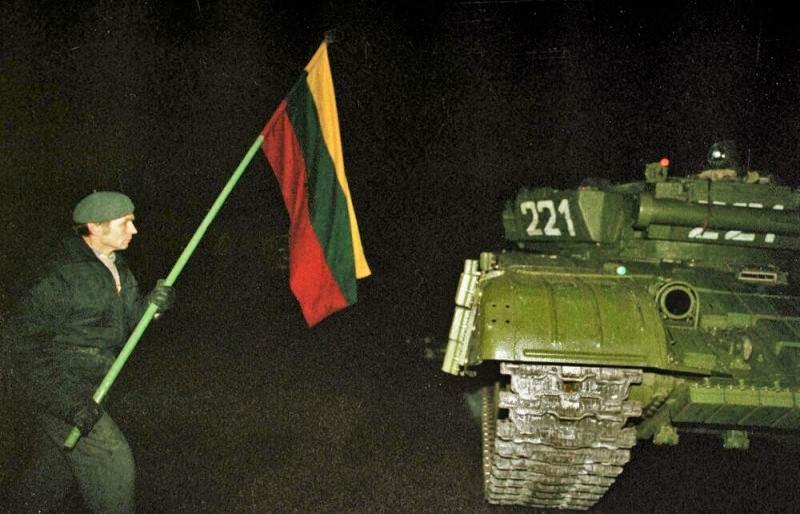
Panzer der Sowjetarmee in den Straßen von Vilnius, 13. Januar 1991

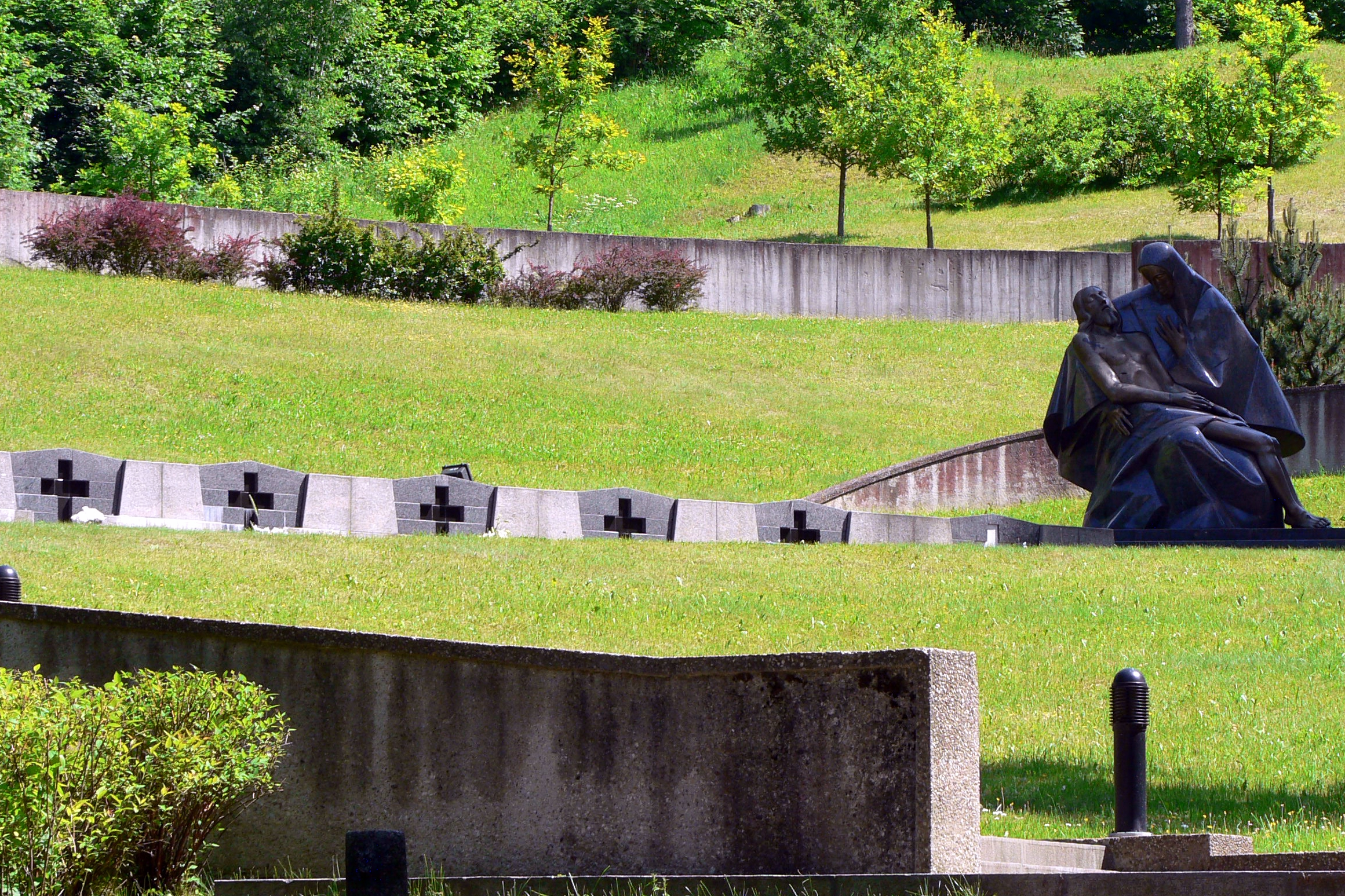
Das Mahnmal für die Opfer der Januarereignisse in Litauen 1991 auf dem Friedhof Antakalnis in Vilnius

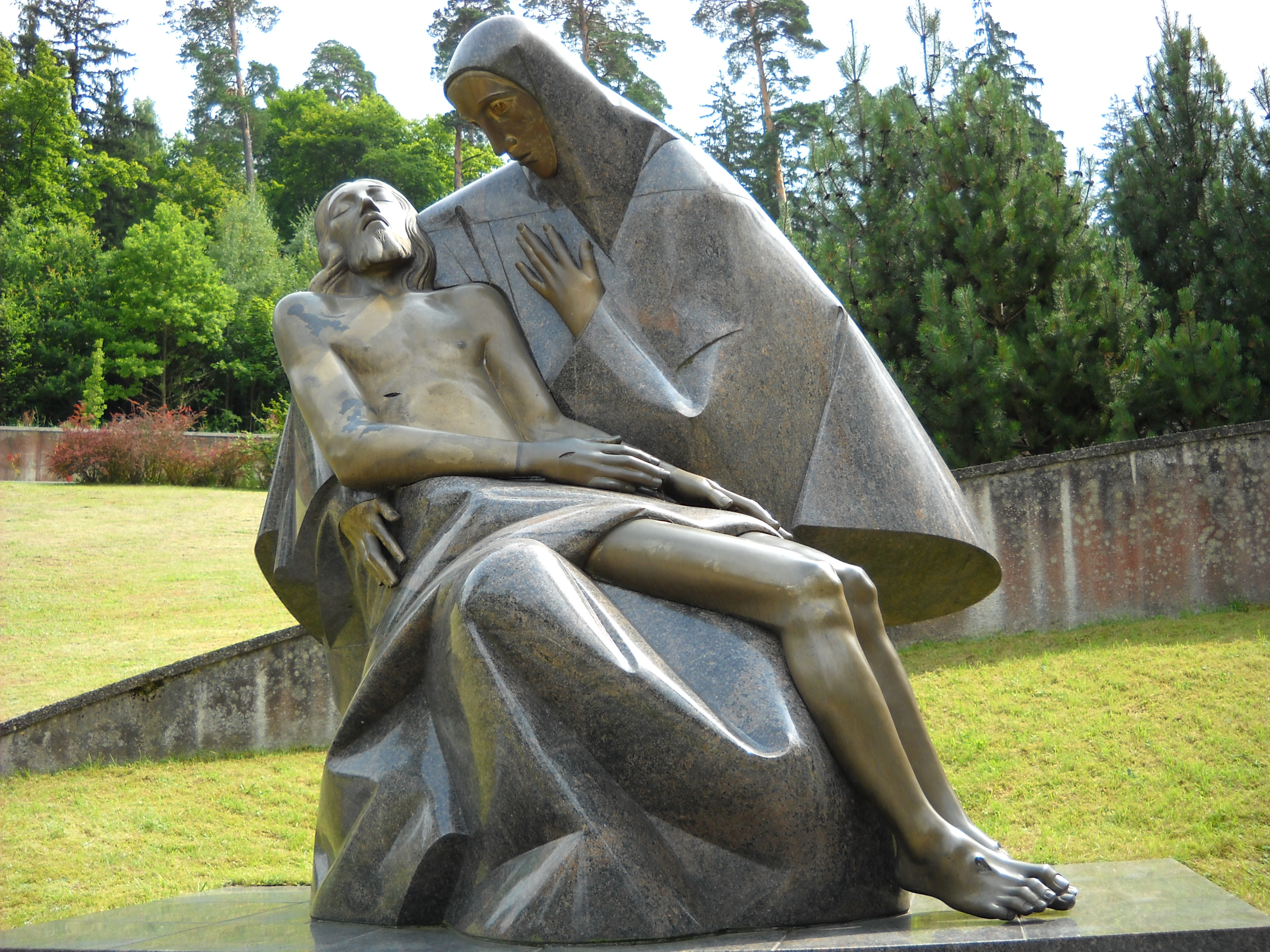
Pietà für Verteidiger des Fernsehturms Vilnius

Januarereignisse in Litauen 1991 bezeichnet die Ereignisse des 13. Januar 1991 in Vilnius, als Streitkräfte der Sowjetunion (UdSSR), Spezialeinheiten des sowjetischen Innenministeriums (OMON), des Staatssicherheitsausschusses der UdSSR (KGB) sowie deren Spezialeinheit ALFA einen letztlich gescheiterten Putsch zur Wiederherstellung der politischen Macht der Sowjetunion in der Republik Litauen unternahmen. Während dieser Ereignisse und beim Schutz des litauischen Fernsehturms Vilnius als Mittel und Symbol der Freiheit und Unabhängigkeit Litauens von der Sowjetunion wurden vierzehn Menschen getötet und mehr als 1000 Menschen verletzt. Die unbewaffneten Litauer wurden teilweise von Panzern der Sowjetarmee überrollt, teilweise erschossen.

## Putsch und Niederschlagung
Die Sowjetunion war nicht bereit, die Unabhängigkeit der baltischen Staaten (Singende Revolution) in der Perestrojka-Zeit hinzunehmen, und reagierte in der Zeit vom April bis Mai 1990 mit einer Rohstoffblockade, die die Wirtschaft Litauens lähmte. Am 10. Januar 1991 forderte Generalsekretär Michail Gorbatschow das kommissarische Staatsoberhaupt Litauens Vytautas Landsbergis auf, die sowjetische Verfassung anzuerkennen und damit auf die Unabhängigkeit zu verzichten.
Am 13. Januar 1991, einem Sonntag, versuchten moskautreue Kräfte, sich mit Unterstützung sowjetischer Militärs und Spezialeinheiten an die Macht zu putschen. Dabei wurden insgesamt 14 unbewaffnete Zivilisten getötet, die Parlament und Fernsehturm in Vilnius verteidigten, über 1000 wurden verletzt. Der Putsch misslang. Als Antwort auf die blutigen Ereignisse fand am 9. Februar 1991 ein Referendum statt. Bei einer Wahlbeteiligung von 85 % stimmten 90,5 % der Wähler für ein unabhängiges Litauen. Das isländische Parlament beschloss als erstes in der Welt, die Republik Litauen als unabhängigen Staat anzuerkennen.
Gorbatschow erklärte das Referendum für ungültig, das Fernsehgebäude blieb bis auf Weiteres besetzt. Bei einem Überfall der OMON-Truppen auf einen litauischen Grenzposten wurden sieben Grenzer getötet.
Nachdem im August 1991 auch in Moskau der Putschversuch kommunistischer Hardliner fehlgeschlagen war, wurde Litauens Unabhängigkeit innerhalb kürzester Zeit von über 90 Staaten anerkannt.
Die Sowjetunion endete im Dezember 1991.
Die Gewalt der Januarereignisse stand im deutlichen Gegensatz zu der Gewaltlosigkeit des vorangegangenen Unabhängigkeitsprozesses und machte deutlich, dass die Unterdrückungsmechanismen der Sowjetunion auch in der Zeit von Perestroika und Glasnost noch wirksam waren. Letztlich führten die Demonstrationen in Litauen wie im gesamten Baltikum zur Unabhängigkeit der dortigen Staaten. Heute gehören alle drei baltischen Staaten der Europäischen Union und der NATO an.

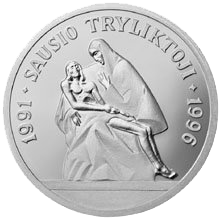
Litas-Gedenkmünze zum 5. Jahrestag der Januarereignisse in Litauen 1991

## Todesopfer
Die Opfer waren:
- Loreta Asanavičiūtė (* 1967)
- Virginijus Druskis (* 1969)
- Darius Gerbutavičius (* 1973)
- Rolandas Jankauskas (* 1969)
- Rimantas Juknevičius (* 1966)
- Alvydas Kanapinskas (* 1952)
- Algimantas Petras Kavoliukas (* 1939)
- Vytautas Koncevičius (* 1941)
- Vidas Maciulevičius (* 1966)
- Titas Masiulis (* 1962)
- Alvydas Matulka (* 1955), Herzanfall
- Apolinaras Juozas Povilaitis (* 1937)
- Ignas Šimulionis (* 1973)
- Vytautas Vaitkus (* 1943)

Die vierzehn Opfer wurden auf dem Friedhof Antakalnis in Vilnius beigesetzt, mit einem schwarzen Kreuz über den Gräbern der Männer und einem weißen Kreuz über dem Grab von Loreta Asanavičiūtė.

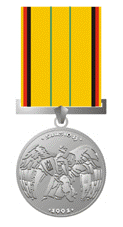
Gedenkmedaille des 13. Januar

## Gedenken
Noch im selben Jahr, am 18. Dezember 1991, beschloss das litauische Parlament die Stiftung der Gedenkmedaille des 13. Januar (litauisch Sausio 13-osios atminimo medalis). Damit zeichnet die Republik Litauen inländische und ausländische Persönlichkeiten aus, die den Kampf für die Wiederherstellung der litauischen Unabhängigkeit unterstützt haben. Zu den ersten, denen die Medaille verliehen wurde, gehörten Sigitas Tamkevičius, damals Weihbischof in Kaunas, Felicija Nijolė Sadūnaitė und Mstislaw Rostropowitsch.
Zahlreiche Denkmäler und Gedenkstätten wurden für die Opfer der Januarereignisse errichtet, Straßen und Plätze nach ihnen benannt.

## Juristische Aufarbeitung
Wegen Verbrechen, die durch das sowjetische Militär begangen wurden, sprach ein Gericht in Vilnius August 1999 sechs Menschen schuldig.
Im Zusammenhang mit den Ereignissen wird von Litauen der ehemalige KGB-Offizier Michail Golowatow mit europäischem Haftbefehl als Kriegsverbrecher gesucht. Golowatow wurde am 14. Juli 2011 am Flughafen Wien-Schwechat festgenommen. Weil die von Litauen gelieferten Informationen laut dem Wiener Außenministerium aber „zu vage“ waren, wurde er jedoch nach nur 24 Stunden wieder freigelassen. Dies führte zu diplomatischen Verstimmungen zwischen Litauen und Österreich.
Ein weiterer Prozess gegen noch lebende Verantwortliche für die Gewalt wurde im Januar 2016 in Vilnius eröffnet und endete 2019 mit der Verurteilung von 67 Personen, die in Russland, der Ukraine und Belarus leben.
2012 wurde der Sozialist Algirdas Paleckis wegen der Aussage, Litauer hätten ihre eigenen Leute erschossen, vom Litauischen Obersten Gericht verurteilt.